# Pokrówka
Pokrówka ist ein Dorf im Powiat Chełm in der polnischen Woiwodschaft Lublin und Sitz der Landgemeinde Chełm. Namensgebend ist die Stadt Chełm, die der Gemeinde nicht angehört. Das Dorf hat etwa 1600 Einwohner.

## Geschichte
Fürst Lew Danilowitsch soll 1262 den Ort gegründet haben. Von 1945 bis 1954 war Pokrówka Sitz der Gmina Krzywiczki. Von 1975 bis 1988 gehörte das Dorf zur Woiwodschaft Chełm, die im Zuge einer Verwaltungsreform aufgelöst wurde.

## Wirtschaft

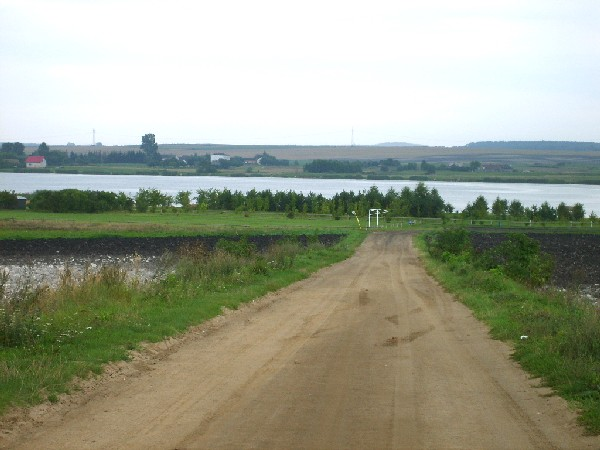
Der jezioro Żółtańce bei Pokrówka

Das Dorf ist Sitz der Regionalbrauerei Browar Jagiełło, die 1993 gegründet wurde.